# Titularbistum Gubaliana
Gubaliana ist ein Titularbistum der Römisch-katholischen Kirche.
Es geht zurück auf ein untergegangenes Bistum in der antiken römischen Provinz Byzacena im heutigen Tunesien. 
| Titularbischöfe von Gubaliana |                        |                                     |                   |                  |
| Nr.                           | Name                   | Amt                                 | von               | bis              |
| 1                             | Angel Morta Figuls     | Weihbischof in Madrid (Spanien)     | 19. Januar 1965   | 21. Juni 1972    |
| 2                             | Alberto Jover Piamonte | Weihbischof in Jaro (Philippinen)   | 28. Dezember 1974 | 2. April 1986    |
| 3                             | Orlando Romero Cabrera | Weihbischof in Montevideo (Uruguay) | 26. Mai 1986      | 25. Oktober 1994 |
| 4                             | Otto Georgens          | Weihbischof in Speyer (Deutschland) | 27. Januar 1995   |                  |